# ハチロー〜母の詩、父の詩〜
『ハチロー〜母の詩、父の詩〜』（ハチロー ちちのうた、ははのうた）は、NHK総合テレビの「月曜ドラマシリーズ」（毎週月曜日21:15 - 21:58）枠で2005年1月24日から3月21日まで放送された日本の連続ドラマ。全9回。
昭和を代表する詩人・サトウハチローとその家族の波乱万丈の物語を描き、主役のサトウハチローは唐沢寿明が演じた。

## キャスト
サトウハチロー：唐沢寿明　（子供時代：池松壮亮）
昭和を代表する詩人で、本作の主人公。佐藤紅緑の長男である。
くみ子：松本明子
ハチローの最初の妻。シナの元付き人。
歌川るり子：鶴田真由
ハチローの2番目の妻。映画女優。
江川蘭子：松尾れい子
ハチローの3番目の妻。るり子が死んだ後に結婚をする。
アイン：今井雅之
ハチローの幼馴染。架空の人物である。
佐藤紅緑：原田芳雄
ハチローの父。劇作家。
ハル：烏丸せつこ
ハチローの母で紅緑の最初の妻。
福士幸次郎：松方弘樹
紅緑とは同郷で紅緑の家に身を寄せる詩人。荒れていた時期のハチローの面倒を見る。
シナ：原田美枝子
紅緑の後妻。
節：西川忠志　（子供時代：秋山拓也）
ハチローの2歳年下の弟。
久：忍成修吾　（子供時代：小清水一揮）
ハチローの年の離れた弟。
音子：桜川博子
ハチロー家の女中

## ゲスト
- 山際巌 - 隈部洋平
- 山際さと - 左時枝
- 倉野教授 - 斉藤暁
- 鈴木悦史 - 鶴田忍
- 福士松子 - 根岸季衣
- 沢井刑事 - 石倉三郎

## スタッフ
- 原作：佐藤愛子「血脈」
- 脚本：田向正健
- 演出：富沢正幸ほか
- プロデューサー：安原裕人、峰島総正
- 主題歌：月の203号室「うた」
- 制作：NHKエンタープライズ21

## サブタイトル
1. かあさん死んだ
2. なんでもやった
3. 恋に落ちた
4. 桃の花が咲いた
5. 泣く日もあった
6. 神様は貧乏だった
7. 男は挽歌だった
8. 勝利の日まで
9. リンゴの歌だった